# Jehova

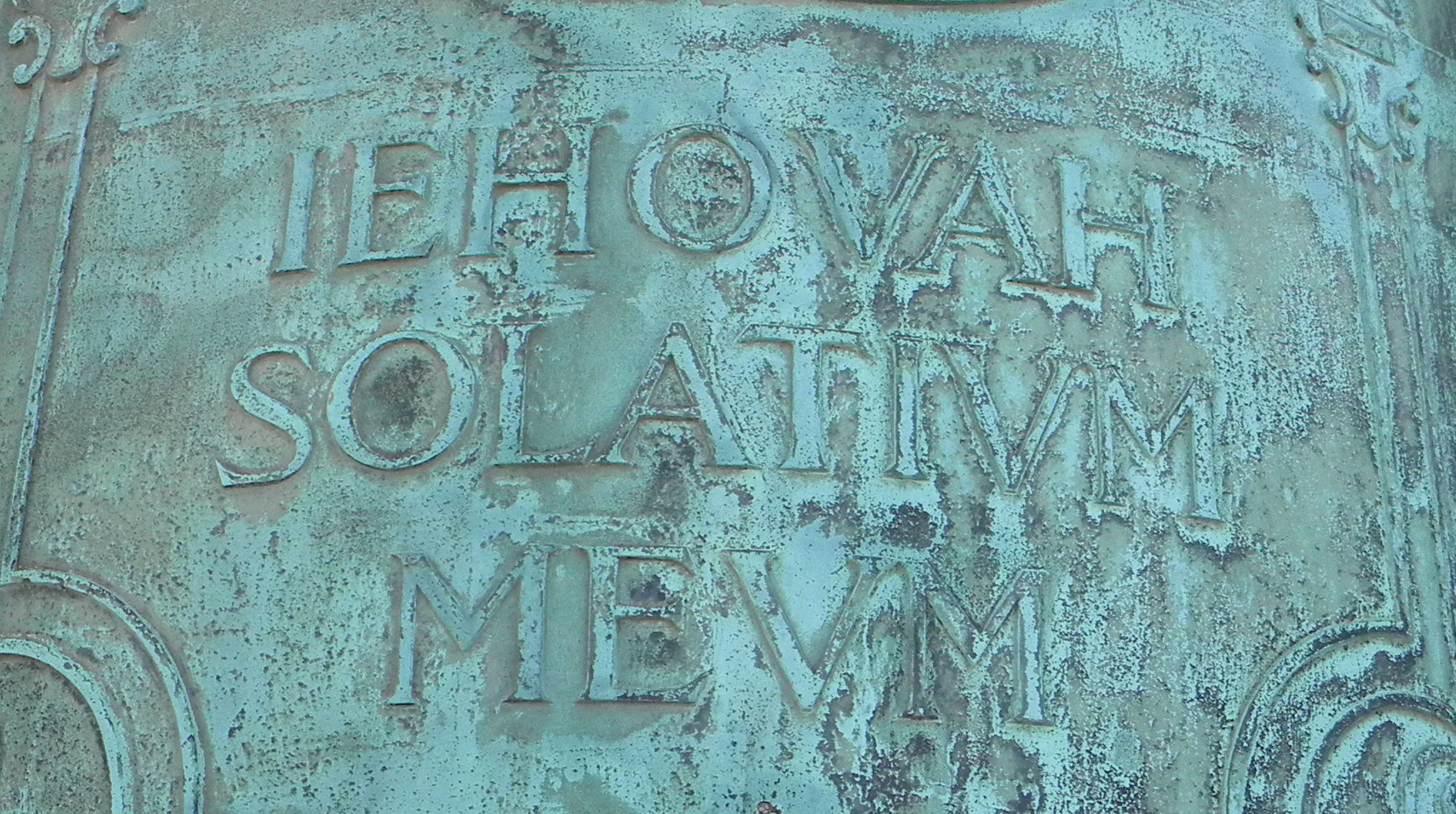
Gudsnamnet Jehova i Karl IX:s valspråk på Karl IX:s ryttarstaty i Göteborg

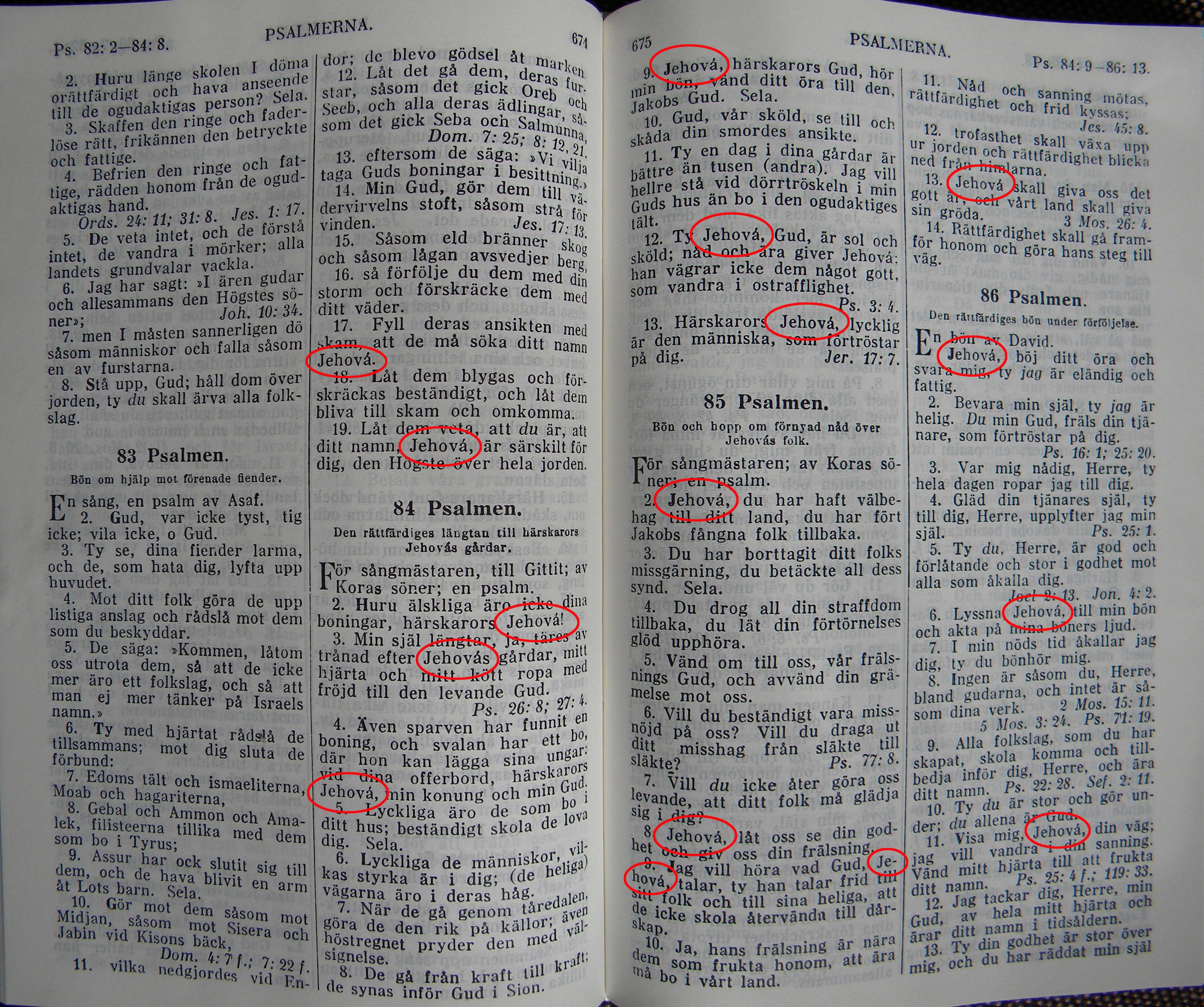
Helge Åkesons Bibelöversättning från 1911 med namnet Jehova på tusentals ställen

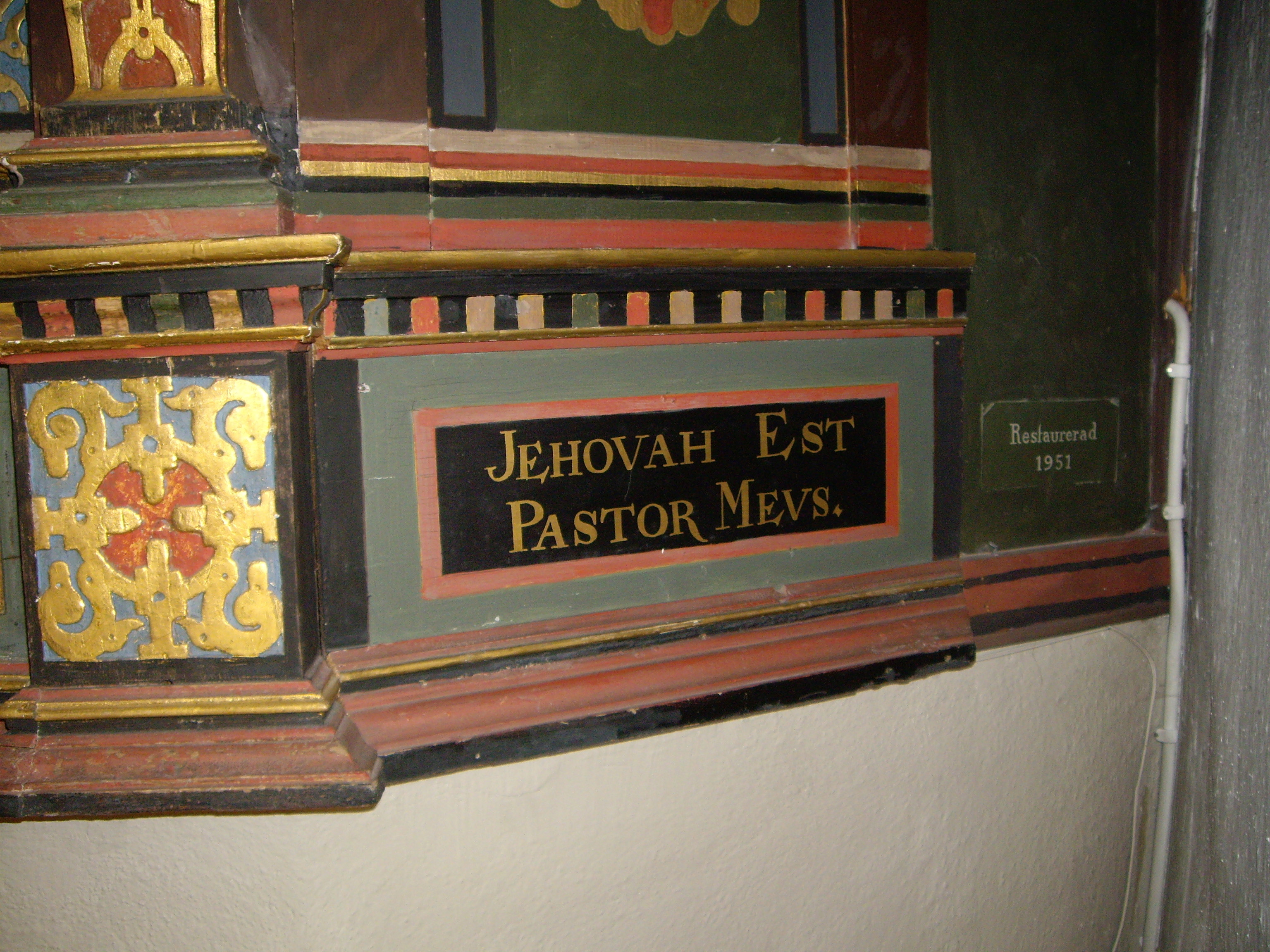
Gudsnamnet Jehova på predikstolen i Jonstorps kyrka

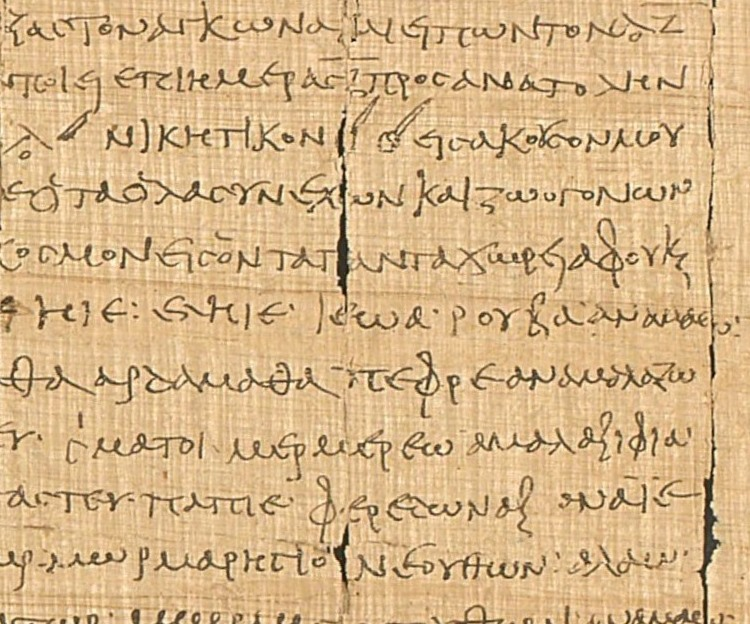
Forntida grekisk IEOA-transkription i ett manuskript från 300-talet

Jehova (eller Jehovah; de olika stavningarna uttalas på samma sätt och det andra h:et är alltså stumt, men  markerar att den sista vokalen, -a, skall vara betonad med kort aspiration) är en möjlig vokalisering av hebreiskans JHVH יהוה, vilket enligt Bibeln är Guds namn. (Se även Jahve).
Namnet Jehova är den kausativa (förorsakande) formen i imperfektum av det hebreiska verbet hawạh (”bli”); betyder ”han förorsakar att någon (något) blir”.
Inom judisk tradition har man sedan gammaljudisk tid undvikit att uttala Guds namn, även i textläsning. Endast det högsta prästerskapet fick uttala namnet, men eftersom detta skedde långt från den övriga församlingen i synagogan och endast vid högtidliga tillfällen, var det aldrig någon annan som hörde namnet uttalas. Med tiden, och speciellt efter templets förstörelse i Jerusalem år 70, föll uttalet i glömska. Istället användes ordet "Adonai" (אֲדֹנָי) som betyder "Herren" där det stod skrivet JHVH, יהוה. Denna muntliga tradition kallas på hebreiska för ktiv. När masoreterna vokalsatte den hebreiska konsonanttexten visste de inte hur JHVH, יהוה skulle uttalas. Eftersom de inte fick ändra den något i konsonantskriften (skrifttraditionen kallas för qre), satte de till vokalerna för Adonai till JHVH. Denna sammanfogning mellan ktiv och qre resulterade i en hybrid: Jehova, יְהוָה. Dock uttalades det, och uttalas fortfarande enligt den muntliga traditionen, inom judendomen som Adonai.
Vid översättningar under renässansen antogs vokaliseringen vara ursprunglig och namnformen Jehova används till exempel i King James översättning som har haft stort inflytande på den engelskspråkiga kultursfären, och av stora konservativa grupper ännu ses som normerande. De flesta forskare och lingvister inom hebreiska/bibelhebreiska avvisar helt uttalet Jehova, och anser den enbart vara en konstruktion gjord av kristna teologer som inte kände till den muntliga judiska traditionen.